# Roggia Stura
La Roggia Stura (o torrente Stura) è un corso d'acqua tributario del Sesia. Attraversa la parte meridionale della  provincia di Vercelli e quella nord-orientale della provincia di Alessandria. Assieme ai torrenti Bona e Marcova raccoglie le acque di risulta della risicoltura del basso vercellese convogliandole nella Sesia.

## Toponimo
La Stura assume assume nomi diversi a seconda delle zone che attraversa; nelle tavolette in scala 1:25.000 dell'IGM viene chiamata  Roggia Stura a monte di Villanova Monferrato e  rio Stura fino alla confluenza nella Sesia.
Anche nella carta tecnica regionale (CTR) 1:10.000 della regione Piemonte il tratto di monte si chiama  Roggia Stura ma presso la frazione Due Sture diventa il  torrente Stura, nome che mantiene fino alla foce.

## Corso del torrente
Nasce con il nome di Roggia Stura poco a nord di Fontanetto Po quindi, dirigendosi verso est, transita prima nei pressi di Ramezzana e poi nella periferia nord di Trino. Nei pressi della frazione Due Sture (Morano sul Po) entra in Provincia di Alessandria e attraversa Balzola e Villanova Monferrato; con il nome di Rio Stura passa quindi in comune di Casale Monferrato tra la frazione Terranova e la storica Grangia di Gazzo. 
Dopo aver deviato il proprio corso verso sud sfocia infine nella Sesia presso la cascina Giarone (comune di Frassineto Po) appena a valle della confluenza della Marcova, a circa 100 m di quota.

## Affluenti principali
- Canale Magrelli (o cavo Magrelli): nasce dal Naviletto di Saluggia nei pressi di Palazzolo Vercellese e Trino e, dopo avere attraversato il comune di Trino, confluisce nella Stura in destra idrografica al confine tra i comuni di Morano sul Po e Balzola,[3] dopo un percorso di 35 km. In località Spinapesce (Palazzolo Vercellese ) alimenta l'omonima centrale idroelettrica La centrale è entrata in funzione nel 2004 ed ha una potenza reale di 230 kW.[4]

## Esondazioni
Specialmente nella parte alessandrina del proprio corso la Stura è spesso esondata e ha causato danni ai territori e alle coltivazioni circostanti. Importanti opere di regimazione idraulica sono quindi state messe in atto a partire dal 2001, in modo da mettere in sicurezza gli abitati della zona e alcuni ponti stradali sul torrente.,